# 板橋インターチェンジ
板橋インターチェンジ（パンキョインターチェンジ）は大韓民国京畿道城南市盆唐区にある京釜高速道路のインターチェンジである。

## 歴史
- 1972年5月19日 - 開設

## 周辺
- 板橋ニュータウン（建設中）
  - ●新盆唐線板橋駅
- 盆唐ニュータウン
  - ●韓国鉄道公社盆唐線書峴駅
- 龍仁市水枝区方面

## 隣
京釜高速道路
竹田SA - (47A)板橋IC - (48)板橋JCT